# Mirandornithes
Mirandornithes (nombre acuñado por Sangster, 2005) es un clado que consiste en los flamencos y somormujos. La determinación de ambos grupos fue compleja, siendo los flamencos ubicados en varias ramas dentro de Neognathae, tales como los patos y las cigüeñas. Los somormujos, por otro lado, fueron ubicados junto a los colimbos. Sin embargo, los últimos estudios tanto moleculares como morfológicos han obtenido a ambos linajes como grupos hermanos.
Los especímenes fósiles tanto de flamencos como de somosmujos estaban altamente especializados a una vida acuática, lo cual indica que el grupo evolucionó de ancestros acuáticos y presumiblemente nadadores.